# Monti Barton
I Monti Barton sono un gruppo di montagne situate a sud del Commonwealth Range e del Hughes Range e sono delimitati dal Ghiacciaio Keltie, dal Ghiacciaio Brandau, dal Ghiacciaio Leigh Hunt e dal Ghiacciaio Snakeskin. Fanno parte dei Monti della Regina Maud, in Antartide.
Furono mappati dall'United States Geological Survey sulla base di ispezioni sul terreno e basandosi sulle fotografie aeree scattate dalla U.S. Navy nel periodo 1958-63.
La denominazione venne assegnata dall'Advisory Committee on Antarctic Names (US-ACAN) in onore del luogotenente comandante Walter H. Barton, della U.S. Navy, che era l'ufficiale al comando del distaccamento dell'Antarctic Development Squadron Six (VXE-6) di base al Beardmore South Camp durante la stagione 1985–86. Il comandante Barton sviluppò e coordinò il piano logistico per questa base remota che rimase in operazione per 78 giorni e che richiese oltre 800 ore di volo a supporto della ricerca nell'area del Ghiacciaio Beardmore.

## Elevazioni
Le principali elevazioni includono:
- Graphite Peak
- Monte Clarke
- Monte Usher
- Tricorn Mountain